# Quedius levicollis
Quedius levicollis (лат.) — вид коротконадкрылых жуков рода Quedius из подсемейства Staphylininae (Staphylinidae). Западная Палеарктика, в том числе Россия, Ближний Восток и Северная Африка.

## Описание
Мелкие жуки с укороченными надкрыльями и удлиненным телом, длина около 1 см (от 10 до 15 мм).
От близких видов (Quedius balticus, Quedius altaicus, Quedius subunicolor, Quedius meridiocarpathicus) отличается относительно крупными размерами, пунктированным лбом. Срединная доля эдеагуса (дорсально) с парой латеральных зубцов, но без пары срединных зубчиков. Формула лапок 5-5-5. Голова округлая, более узкая, чем переднеспинка. Передняя часть тела (голова и пронотум) блестящая.
Вид был впервые описан в 1832 году. Включён в состав номинативного подрода Quedius s. str. (по признаку цельного переднего края лабрума) вместе с видами Q. altaicus, Q. subunicolor, Q. meridiocarpathicus и Q. balticus.